# Rače-Fram
Rače-Fram (em alemão:  Kranichsfeld-Frauheim) é um município da Eslovênia. A sede do município fica na localidade de Rače.